# Качаново (Палкинский район)
Качаново (ранее Кочанова Слобода, в 1925—1944 годах — Кацены, латыш. Kacēni) — село в Палкинском районе Псковской области России. Является административным центром Качановской волости.
Расположено, примерно, в 70 км от Пскова и в 12 км от границы России с Латвией. Рядом находится озеро Лютое. В поселке имеется школа, почта, сельсовет, дом культуры, несколько частных магазинов, православная церковь и лютеранская кирха (не действует). Из Пскова два раза в день ходит рейсовый автобус.
На данный момент, в селе уже не функционируют следующие объекты: больница, аптека, промышленный комбинат (занимался производством шерсти), дорожный отдел (осуществлял ремонт и обслуживание местных дорог), лесничество, общественная баня. Некогда был и молокозавод, сгоревший и более не восстановленный.
На окраине села был кирпичный завод (не сохранился). Сырьем для производства служила местная глина.
По дорогам Качановской волости ежегодно проходит один из этапов чемпионата России по ралли.
На территории нынешней Качановской волости с 1927 года существовала узкоколейная железная дорога Кацены — Жигури. Конечная платформа ст. Кацены находилась неподалёку от д. 
Володькино. Основная часть узкоколейки была разрушена в 1944 году и разобрана, а закрыта она окончательно в 1971 году.

## Население
Численность населения села по оценке на конец 2000 года — 690 человек, на 2010 год — 579 человек.

## История
В Писцовых Книгах 1585-87 гг.. Качанова слобода фигурирует, как центр Белской губы Завелицкой засады.
До 1920 г. село числилось в Качановской волости (с центром в д. Горбунова-Гора) Островского уезда Псковской губернии
В 1920 — нач. 1940-х гг. входило в состав Латвии как Качанова (латыш. Kačanova), в 1925 — 1944 годах именовалось Кацены (латыш. Kacēni).  В январе 1945 года село вместе с районом было возвращено в состав РСФСР в рамках тогда же созданного 16 января 1945 года Качановского района Псковской области (фактически его управление было передано властям Псковской области, образованной 23 августа 1944 года, в тот же период ввиду отсутствия иных органов власти на освобождаемых землях во время Великой Отечественной войны).  В 1958 году с упразднением Качановского района село перешло в Палкинский район (в Качановский сельсовет, преобразованный в 1995 году в волость).
С января 1945 года по январь 1958 года являлось центром Качановского района Псковской области.